# Angelo Nizza
Angelo Nizza (n. 1905, Torino, Italia – d. 21 decembrie 1961, Torino, Italia) a fost un scriitor, dramaturg. scenarist, textier si jurnalist italian.